# Peter van de Ven

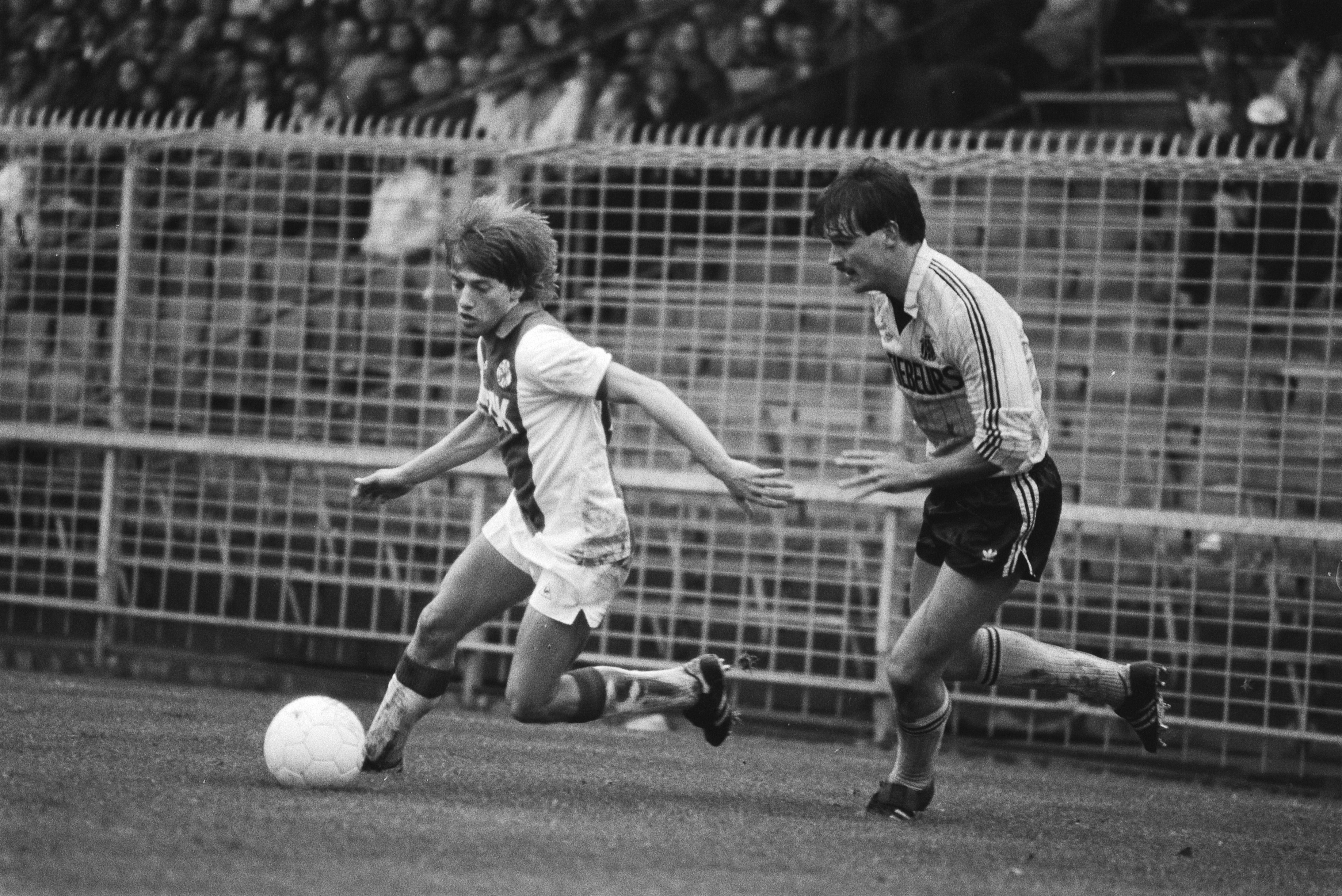
Jesper Olsen (links) omspeelt Peter van de Ven (1983)

Peter van de Ven (Hunsel, 8 januari 1961) is een Nederlands voormalig profvoetballer. De middenvelder speelde op het hoogste niveau in zowel Nederland, België als Schotland.

## Sportloopbaan
Van de Ven speelde zich bij zijn eerste betaaldvoetbalclub Fortuna Sittard in de kijker bij provinciegenoot Roda JC. Met de Kerkraders komt hij tot de vijfde plaats in de Eredivisie in het seizoen 1985/86, met één punt te weinig voor plaatsing in de UEFA Cup. Toch trekt van de Ven het jaar daarna de grens over, omdat hij een contract tekent bij het Belgische Charleroi. Dat wordt niet zijn laatste buitenlandse avontuur.
Van de Ven speelde van 1990 tot en met 1992 bij Aberdeen samen met onder meer landgenoten Willem van der Ark, Theo ten Caat, Theo Snelders en Hans Gillhaus. In die periode nestelt het team zich tussen grootmachten Rangers FC en Celtic FC op een tweede plaats in het seizoen 1990/91.
De geboren Limburger speelde in Schotland ook nog voor Heart of Midlothian, voor hij zijn actieve carrière afsloot met een laatste seizoen bij zijn tweede Belgische club KRC Genk.

## Overzicht clubs
| Seizoen  | Club                | Competitie              | Wedstrijden | Doelpunten |
| -------- | ------------------- | ----------------------- | ----------- | ---------- |
| 1978-'81 | Fortuna Sittard     | Eerste divisie          | 38          | 3          |
| 1981-'86 | Roda JC             | Eredivisie              | 162         | 26         |
| 1986-'89 | Charleroi           | Eerste klasse           | 82          | 11         |
| 1989-'90 | Willem II           | Eredivisie              | 30          | 4          |
| 1990-'92 | Aberdeen            | Scottish Premier League | 55          | 2          |
| 1992-'94 | Heart of Midlothian | Scottish Premier League | 39          | 0          |
| 1994-'95 | KRC Genk            | Tweede klasse           | 11          | 1          |